# Rúbaň
Rúbaň est une commune du district de Nové Zámky, dans la région de Nitra, en Slovaquie.

## Histoire
La première mention écrite du village date de 1268.

## Démographie

### Évolution de la population
| Année:               | 1994. | 2004.    | 2014.   | 2024.  |
| -------------------- | ----- | -------- | ------- | ------ |
| Nombre de personnes: | 1084  | 934      | 1000    | 901    |
| Différence:          |       | -13,83 % | +7,06 % | -9,9 % |

| Année:               | 2023. | 2024.   |
| -------------------- | ----- | ------- |
| Nombre de personnes: | 898   | 901     |
| Différence:          |       | +0,33 % |